# 格雷格·布羅克曼
格雷格·布羅克曼（英語：Greg Brockman，1987年11月29日—）是一名美國企業家、投資者和軟體開發人員，他是OpenAI的聯合創始人之一，在2023年11月之前擔任該公司總裁。2010年離開麻省理工學院後，他開始在Stripe的職業生涯，並於2013年成為該公司的技術長。2015年，他離開Stripe，共同創立OpenAI，並兼任技術長。

## 早年生活和教育
布羅克曼出生於北達科他州湯普森，曾就讀於紅河高中，在數學、化學和電腦科學方面成績優異。他在2006年國際化學奧林匹克競賽中獲得銀牌，並成為自1973年以來第一位來自北達科他州參加英特爾科學人才選拔賽的決賽選手。2007年，他參加加拿大/美國數學營（Canada/USA Mathcamp），這是一個針對有數學天賦的高中生的暑期計畫。2008年，布羅克曼就讀於哈佛大學，但僅一年後就離開了，之後又短暫進入麻省理工學院學習。

## 職業生涯
2010年，布羅克曼從麻省理工學院退學，加入由麻省理工學院同學帕特里克·科里森及其兄弟約翰·科里森創辦的Stripe公司。2013年，他成為Stripe首位技術長，並將公司員工從5人發展到205人。布羅克曼於2015年5月離開Stripe，並於2015年12月與伊隆·馬斯克和萨姆·阿尔特曼共同創立OpenAI。
布羅克曼協助創建OpenAI創始團隊，並在OpenAI早期領導多個著名項目，包括OpenAI Gym和Dota 2機器人OpenAI Five。
2019年2月14日，OpenAI宣布他們已經開發出一種名為GPT-2的新大型語言模型，但由於擔心可能會被濫用，所以一直將其保密。2019年5月，他們最終向有限的測試人員發布該模型。
2023年3月14日，在一次現場視訊演示中，布羅克曼發布了GPT-4，這是GPT系列的第四次迭代，也是OpenAI創建的最新語言模型。
2023年11月17日，在萨姆·阿尔特曼被OpenAI解僱的同時，布羅克曼被告知他將被董事會除名，但他對公司至關重要，將繼續留在公司，向執行長報告工作。當天晚些時候，他在X上宣布退出公司。
2023年11月20日，微软宣布将聘请格雷格以及萨姆等前OpenAI成员，格雷格和萨姆将担任微软新成立的先进人工智能研究团队的负责人。然而在OpenAI内部完成新的董事会成员洗牌后，格雷格于新的OpenAI董事会达成协议，并稍后宣布回归OpenAI，重新担任公司总裁。

## 個人生活
2019年11月，布羅克曼與相戀多年的女友安娜（Anna）結婚。